# Oświata
Oświata – działalność edukacyjna polegająca na upowszechnianiu wykształcenia ogólnego i zawodowego oraz realizowaniu zadań wychowawczych w celu zapewnienia jednostkom wszechstronnego rozwoju i pomyślnej egzystencji, a społeczeństwu więzi kulturalnych łączących jego przeszłość historyczną z teraźniejszością i budową pomyślnej przyszłości.

## System oświaty
W pojęciu oświata mieści się całość tej działalności; jest ona realizowana poprzez system oświaty, tj.:
- system wychowania w rodzinie;
- system szkolnictwa;
- system kształcenia równoległego;
- system kształcenia ustawicznego.

## Polskie prawo
1. Konstytucja RP (art. 70):
- prawo do nauki (ust. 1 zd. 1);
- obowiązek szkolny (ust. 1 zd. 2 i 3);
- zespół gwarancji prawa (ust. 2, ust. 3 zd. 1 i 2, ust. 4);
- gwarancję wolności wyboru szkoły w ograniczonym zakresie (ust. 3 zd. 1);
- wolność zakładania wszelkich typów szkół (ust. 3 zd. 2 i 3);
- podstawy systemu oświaty (ust. 2, 3, 5).

2. Podstawowymi aktami prawnymi o randze podkonstytucyjnej regulującymi zagadnienia oświaty w Rzeczypospolitej Polskiej są ustawa z dnia 14 grudnia 2016 r. - Prawo oświatowe (Dz.U. z 2021 r. poz. 1082) i ustawa z dnia 7 września 1991 r. o systemie oświaty (Dz.U. z 2022 r. poz. 2230).